# Baie de l'Espoir

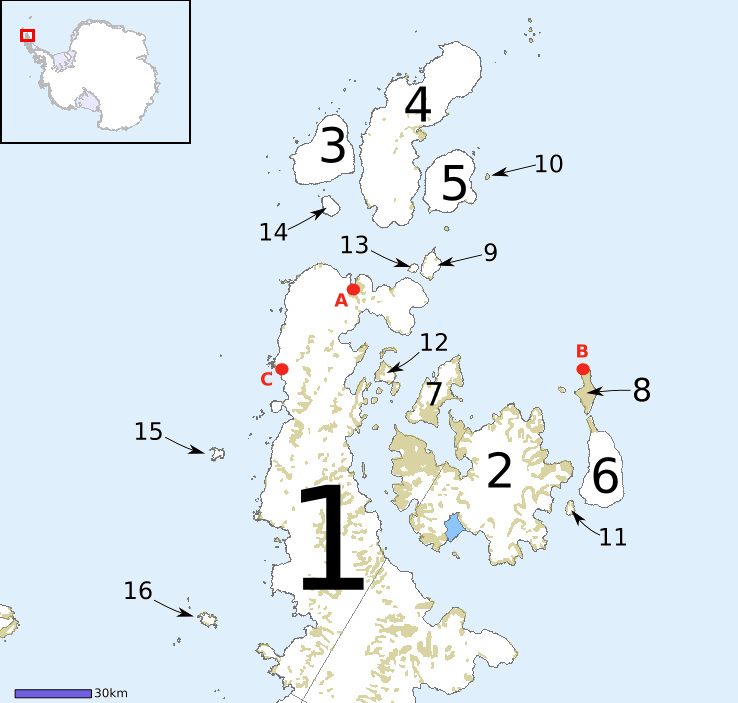
Carte de la péninsule Antarctique montrant la baie de l'Espoir (A)

La baie de l'Espoir ou baie Hope (en anglais : Hope Bay, en espagnol : Bahía Esperanza) est une baie de la péninsule de la Trinité, extrémité de la péninsule Antarctique en Antarctique. La baie s'ouvre sur le détroit Antarctique qui sépare la péninsule du groupe des îles Joinville.
C'est dans cette baie que sont implantées les bases antarctiques Esperanza (Argentine) et Ruperto Elichiribehety (Uruguay) .
On peut y voir les vestiges de la cabane de survie construite en 1902 par 3 membres de l'expédition Antarctic du suédois Otto Nordenskjöld.
La baie est reconnue zone importante pour la conservation des oiseaux

## Galerie

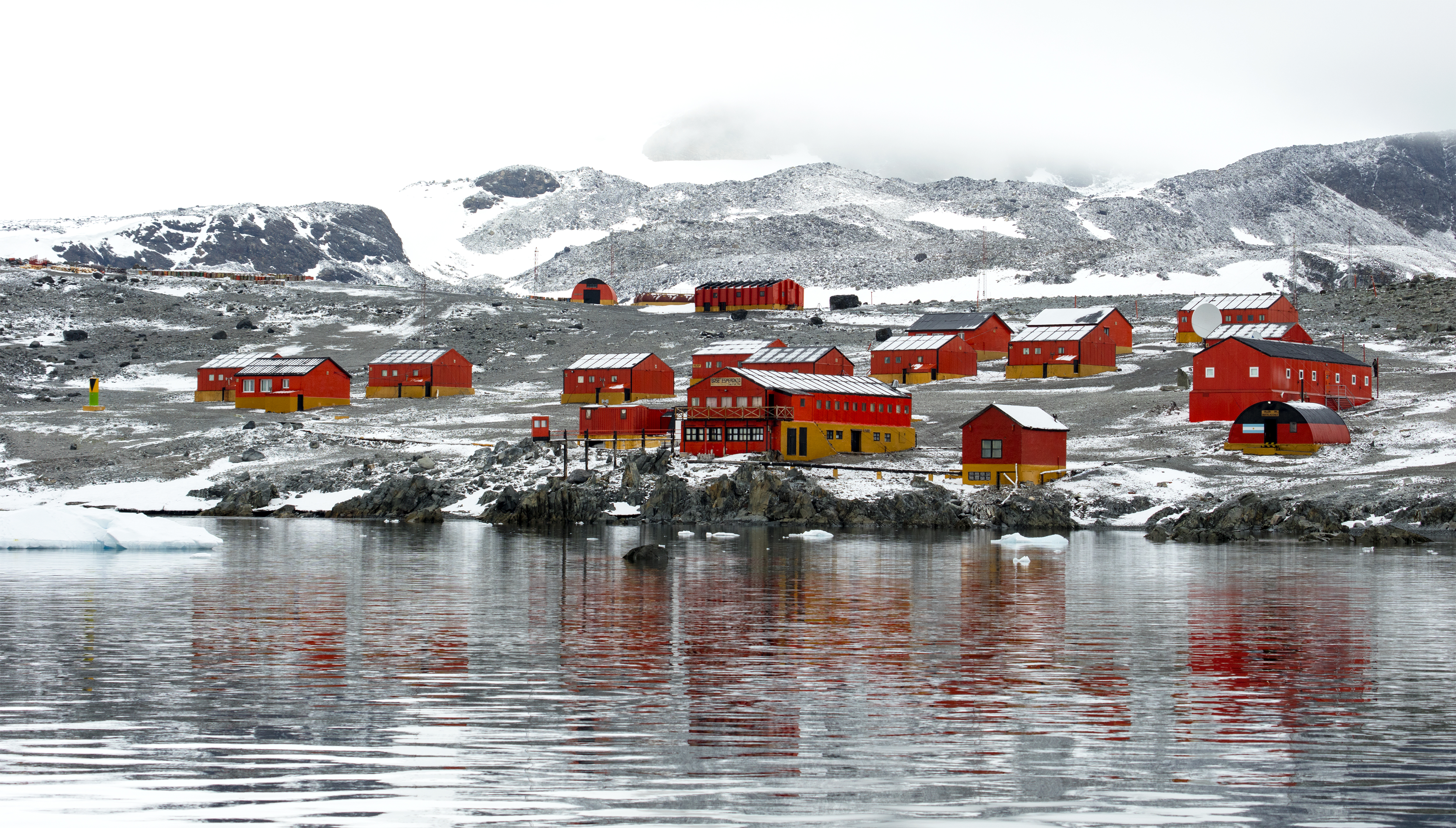
Base Esperenza
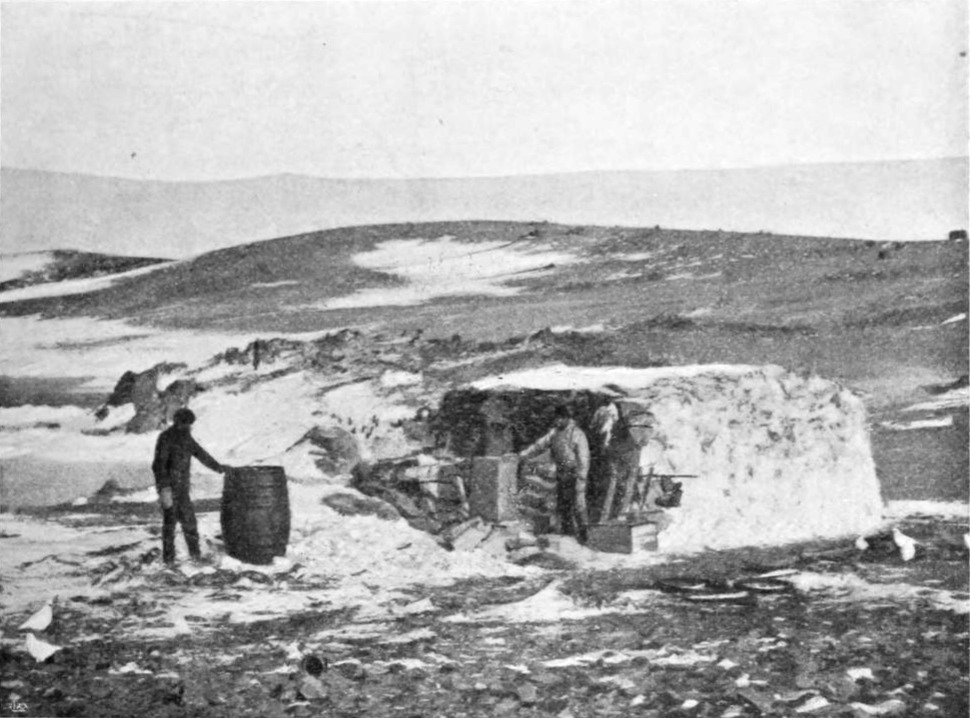
Cabane de la baie Hope
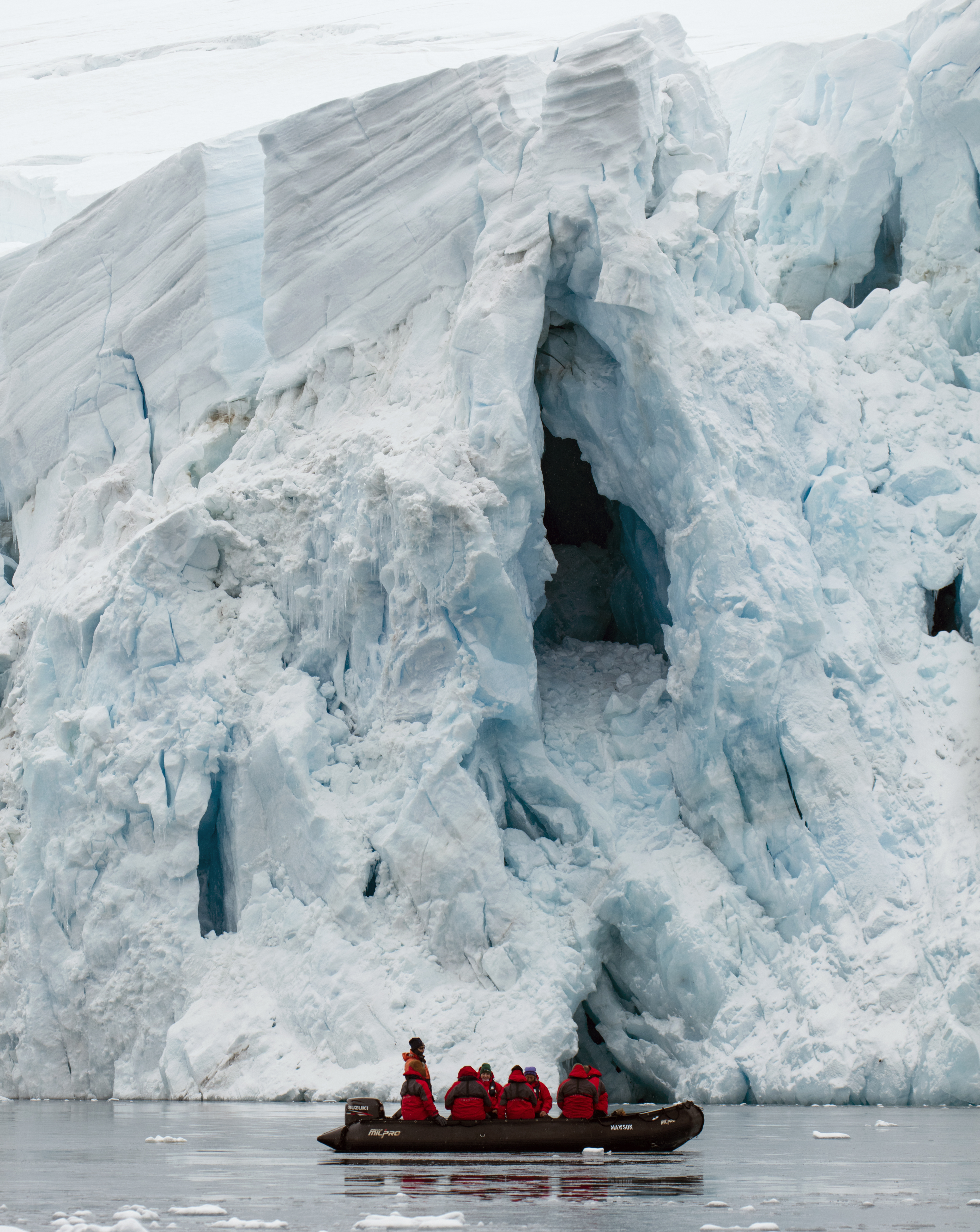
L'extrémité du glacier Arena en 2016